# Leopold Zoner

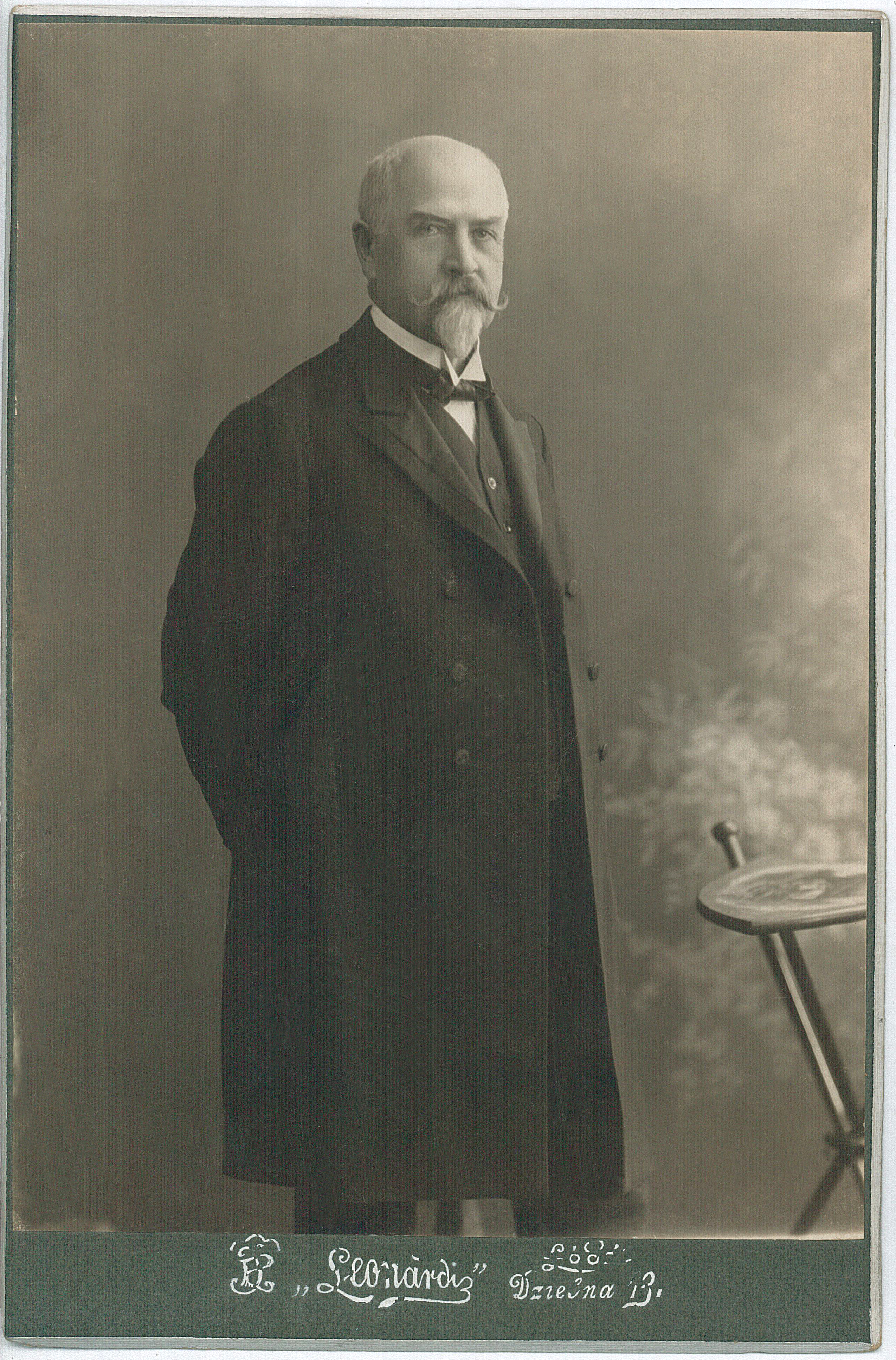
Leopold Zoner

Leopold Zoner (ur. 5 listopada 1839 we Lwowie, zm. 24 września 1915 w Łodzi) – polski drukarz, wydawca, właściciel zakładu litograficzno-drukarskiego, wydawnictwa, księgarni oraz dziennikarz, wydawca dwóch gazet i działacz licznych towarzystw społecznych i zawodowych w XIX-wiecznej Łodzi.

## Rodzina
Syn pierwszego łódzkiego fotografa Dominika Zonera. Przybył ze Lwowa wraz z ojcem, który 15 czerwca 1861 założył w Łodzi pierwszy zakład fotograficzny przy ul. Konstantynowskiej (obecnie ul. Legionów) 3, potem przeniesiony na Rynek Nowego Miasta (obecnie Plac Wolności) 6.

## Działalność zawodowa
Sztuki drukarskiej uczył się w zakładzie litograficznym Jana Petersilgego (jedynej w Łodzi litografii, po likwidacji w 1864 litografii Feliksa Gotza). Postanowił się usamodzielnić, licząc w tej sytuacji na niemałe zamówienia.
W 1874 w oficynie domu przy ul. Konstantynowskiej 5 uruchomił dwie ręczne prasy litograficzne, dokupując po roku następną z 14 kamieniami litograficznymi. Drukował metodą litograficzną tak potrzebne druki akcydensowe. Rozbudował drukarnię, wynajmując nowe pomieszczenia na parterze właśnie wybudowanego budynku frontowego. Wystąpił o zezwolenie na wydawanie gazety i w 1881 uzyskał zezwolenie władz carskich na prowadzenie drukarni i wydawanie w języku niemieckim gazety „Lodzer Tageblatt” (”łódzki dziennik”). Ręczne maszyny litograficzne nie dawały możliwości drukowania gazety w dużym nakładzie, więc kupił w tym celu cylindrową „pośpieszną” maszynę drukarską (drugą w Łodzi, pierwszą taką maszynę zakupił 4 lata wcześniej Jan Petersilge, który wydawał gazetę „Lodzer Zeitung”, a wcześniej, od 1863 „Łódzkie Ogłoszenia – Łodźer Anzeiger”) i zainstalował ją już w nowym lokalu przy Rynku Nowego Miasta (obecnie plac Wolności) 6.
Pierwszy numer tej (konkurencyjnej w stosunku do „Lodzer Zeitung”) gazety „Lodzer Tageblatt” ukazał się 19 czerwca/1 lipca 1881. Gazeta od początku wychodziła sześć razy w tygodniu. Zamieszczane w niej były wiadomości z dziedziny handlu, przemysłu, aktualne kursy giełdy, ogłoszenia oraz fragmenty powieści i nowel. Nadał gazecie charakter wybitnie niemiecki, licząc na poczytność wśród Niemców, którzy byli zamożniejszą grupą narodowościową, o większych możliwościach i aspiracjach czytelniczych. Mimo zabiegów i starań o nowych czytelników nakłady „Lodzer Tageblatt” były zawsze niższe niż „Lodzer Zeitung” i nie przekraczały 1800 egzemplarzy. Oprócz drukowania wydawanej własnym nakładem gazety „Lodzer Tageblatt”, a w latach 1894–1914 także gazety urzędowej „Łodzinskij Listok”, drukował prace akcydensowe i dziełowe. Posiadał w odpowiedniej liczbie czcionki do drukowania w trzech językach: rosyjskim (który był wówczas językiem urzędowym w Królestwie Polskim w zaborze rosyjskim) oraz polskim i niemieckim.
W 1882 wydrukował dwie pierwsze popularne broszury: jedną z zakresu higieny w języku niemieckim Wie wird und bleibt man gesund, drugą z zakresu gospodarstwa domowego w języku polskim Nauka prasowania i glansowania bielizny Hipolita Kierskiego.
W 1888 przy ul. Dzielnej 13 (obecnie ul. G. Narutowicza, budynek nie istnieje) zbudował frontowy dom mieszkalny dla swojej rodziny, a oficynę przeznaczył na zakład fotograficzny, drukarnię i wozownię. To tam przeniósł wszystkie swoje maszyny i urządzenia. Kolejne zwiększenie zapasu czcionek dało mu możliwości składania i drukowania pozycji dziełowych o większej objętości i w tym właśnie czasie wydrukował podręcznik do nauki języka niemieckiego – Karola Augusta Hocha Deutsche Lesebuch für ein und mehrklassige Volksschulen, liczący 220 stron. Zatrudniał wówczas 15 pracowników.
Zajmował się również działalnością handlową nie związaną z drukarstwem i książkami, np. prowadził sprzedaż fortepianów w magazynie firmy „Herman Grossman”.
Dalszy rozwój zakładów przypada na lata 90. XIX w. – 8 października 1893 otworzył własną księgarnię sortymentową i skład nut przy ul. Piotrkowskiej 90 w świeżo ukończonym domu Theodora Steigerta (wkrótce przeniesioną na ul. Piotrkowską 108), w której sprzedawał również własne wydawnictwa, ale 4 czerwca 1899 sprzedał ją przybyłemu z Warszawy Franciszkowi Starczewskiemu.
W listopadzie 1893 otrzymał od Głównego Urzędu do spraw Prasy w Petersburgu zezwolenie na wydawanie kolejnej gazety, tym razem w języku rosyjskim „Lodzinskij Listok” („Gazeta Łódzka”). Wydawana była od stycznia 1894 dwa razy w tygodniu, przeznaczona głównie dla miejscowej administracji miała charakter półoficjalnego organu urzędowego. Obok artykułów o tematyce ogólnej zamieszczano tu zarządzenia władz miejskich. Nakład gazety wynosił w tym czasie około 1500 egzemplarzy. Oprócz zysków ze sprzedaży, wypłacano wydawnictwu z funduszy miejskich kwotę 300 rubli rocznie.
Rozpoczął także wydawanie i druk kalendarza formatu kieszonkowego w języku niemieckim Illustrierter Haus- und Familien-Kalender, którego wyszły 3 kolejne roczniki za lata 1895, 1896, 1897 w nakładzie od 2000 do 7000 egzemplarzy.
W 1896 nabył od Karola Prussa dawne zakłady Rudolfa Luthera przy ulicy Zachodniej 39, składające się z litografii, drukarni i introligatorni. Przeniósł te zakłady na ulicę Piotrkowską 108, na teren posesji, w której posiadał księgarnię sortymentową, powiększając znacznie swoją firmę drukarsko-litograficzną.
Szczytowy rozwój zakładów przypadał na lata 1897–1899. Na ich wyposażeniu w tym czasie było 17 różnych maszyn. Duże maszyny litograficzne i drukarskie miały napęd parowy, co stanowiło znaczny postęp techniczny w stosunku do lat poprzednich. Ponadto zwiększył znacznie liczbę czcionek do składów dziełowych, ale i gazetowych. Zatrudniał w tym czasie 98 osób i pod tym względem przegonił znacząco zakłady Jana Petersilgego.
Dawny zakład przy ul. Dzielnej 13 służył głównie do druku gazet „Lodzer Tageblatt” i „Lodzinskij Listok”.
Nowo nabyte zakłady przeznaczył przede wszystkim do produkcji dziełowej i litograficznej. W nich ok. 1896 pracę podjął przybyły z Wiednia, po zapoznaniu się z tamtejszym drukarstwem, Zygmunt Terakowski, późniejszy dyrektor tego zakładu przejętego później (a właściwie kupionego w 1899) przez Roberta Resigera, zięcia Leopolda Zonera.
Zintensyfikował produkcję dziełową. Drukował beletrystykę w języku polskim, dostrzegł bowiem, że spora grupa czytelników w tym czasie pochodziła m.in. spośród polskich robotników, rzemieślników, personelu zatrudnionego w handlu i służby domowej, bez ukształtowanych potrzeb czytelniczych, do nich więc zaadresował swoje wydawnictwa – tanie powieści sensacyjne i przygodowe – i pozyskał czytelników.
Wydawane publikacje były dość zróżnicowane. Jedną z nich stanowiły zeszyty – obszerniejszą powieść rozdzielał na kilkanaście zeszytów, przeważnie 24 stronicowych. Każdy zeszyt miał barwną okładkę litograficzną, która go uatrakcyjniała. Jedną z pierwszych powieści zeszytowych był Podrzutek, czyli krwawe tajemnice lasów Turyngii wydany w 32 zeszytach w 1897, w nakładzie 2000 egzemplarzy i łącznej objętości 800 stron. Koszt całego tytułu wynosił 3 ruble 20 kopiejek, co stanowiłoby pokaźny wydatek, ale każdy zeszyt kosztował 10 kopiejek, co było kwotą niewielką. Z punktu widzenia wydawcy był to dobry interes.
Drugą formą wydawania beletrystyki była „Biblioteka Nowości” – głównie tłumaczone z języków obcych książki sensacyjne. Każda miała ok. 120 stron, a każdy tytuł kosztował 25 kopiejek. Jedną z pierwszych w tej serii była wydrukowana w 1898 powieść Monaco i jaskinia gry Rudolfa Bergnera, o objętości 117 stron. Były też różne broszury, a wśród nich Śpiewy historyczne J.U. Niemcewicza, Koniec świata w dniu 13 listopada 1899 roku Rudolfa Falba i inne. Drukował również podręczniki szkolne.
Była to wtedy typowa drukarnia nakładcza, poza akcydensami i prasą zostało wydrukowanych 116 wydawnictw o charakterze dziełowym. Część z nich w liczbie 37 to prace zlecone, reszta zaś stanowiła nakłady własne, od 1899 część nakładów firmował również jego syn Alfred Zoner (wydawnictwo przeniósł do Warszawy, gdzie w 1899 przy Smoczej 3, a od 1902 przy ulicy Chmielnej 26 prowadził wydawnictwo i zakład drukarsko-litograficzny zatrudniający 17 osób).
Do 1899 wykonał 80 druków zwartych. Drukarnia była drugą co do wielkości w Łodzi, zatrudniającą 98 pracowników na 17 maszynach.
W 1899 przeprowadził gruntowną reorganizację swoich dobrze rozbudowanych już zakładów. Sprzedał księgarnię sortymentową przy ulicy Piotrkowskiej 108. Zakłady przy ulicy Piotrkowskiej 108 przekazał (a właściwie też sprzedał) zięciowi Robertowi Resigerowi, a w swojej dyspozycji zostawił jedynie drukarnię przy ulicy Dzielnej, wyposażoną w 2 dwucylindrowe maszyny drukarskie i jedną maszynę dociskową z napędem nożnym i ograniczył się tylko do druku gazet: „Lodzer Tageblatt”, która w 1905 roku połączyła się z „Neue Lodzer Zeitung”, oraz „Lodzinskij Listok”, w którym w 1912 jako redaktor wydawnictwa zastąpił go Władysław Ulatowski. W ramach wolnych mocy produkcyjnych drukarnia wykonywała niewielkie serie innych druków, ale chyliła się już ku upadkowi. W 1905 pracowało 19 robotników wykonujących produkcję wartości 15 000 rubli, a w 1910 – 30 000 rubli.
W czasie I wojny światowej wkroczenie Niemców do Łodzi 6 grudnia 1914 spowodowało likwidację gazety „Lodzinskij Listok” i zamknięcie drukarni. Wkrótce, bo 24 września 1915, zmarł.

## Pozazawodowa działalność społeczna
Zajmował się działalnością społeczną, m.in. organizując straż ogniową – „(…) z inicjatywy działaczy obywatelskiego stowarzyszenia strzelców Leopolda Zonera i Roberta Wergau’a przystąpiono do stworzenia racjonalniejszej obrony przeciwpożarowej miasta. Zamierzali oni w końcu 1874 r. zorganizować z grona członków stowarzyszenia „strzelecką straż ogniową”. Próba nie powiodła się, ale myśl założenia ochotniczej straży pożarnej zaowocowała.”.
Był współorganizatorem Łódzkiej Ochotniczej Straży Ogniowej, na zebraniu założycielskim 16 września 1875 wybrano go do zarządu, a potem został komendantem (1901–1914).
W 1912 został zastępcą dyrektora Łódzkiego Towarzystwa Kredytowego.
Założył „Stowarzyszenie Niemieckich Właścicieli Nieruchomości” oraz w lipcu 1913 „Towarzystwo Pracy Społecznej”.
Był jednym z nestorów łódzkiego drukarstwa, jednym z najwszechstronniejszych przedsiębiorców i działaczy w Łodzi. Położył znaczne zasługi dla Łodzi, a szczególnie jej mieszkańców pochodzenia niemieckiego.
Jego syn Alfred Jan był księgarzem, redaktorem i wydawcą niemieckich gazet i w 1901 czasopisma „Świat”. Przy ul. Głównej (obecnie al. marsz. J. Piłsudskiego) 5 prowadził w 1927 firmę pośredniczącą w handlu maszynami i akcesoriami drukarskimi.